# 哈夏克力克河
哈夏克力克河，位于中华人民共和国新疆维吾尔自治区若羌县南部羌塘高原地区的一条河流，发源于昆仑山山脊附近的埃里在列克柳山东坡，沿昆仑山主山脊自西向东流约28千米后，逐渐大弯向西北流，约68千米后出山口，山口以下河流呈散流状向东北流约20千米，在茶德尔塔格山西侧转向西北流，约20千米后汇入阿其克库勒湖。河流全长142千米，流域面积3233平方千米，年均径流量约1.687亿立方米。哈夏克力克河除河源区外，沿岸多为地势平缓、宽阔的河谷，散布高寒草甸，是探险者和牧民翻越昆仑山的交通要到之一。